# Universität Westmakedonien

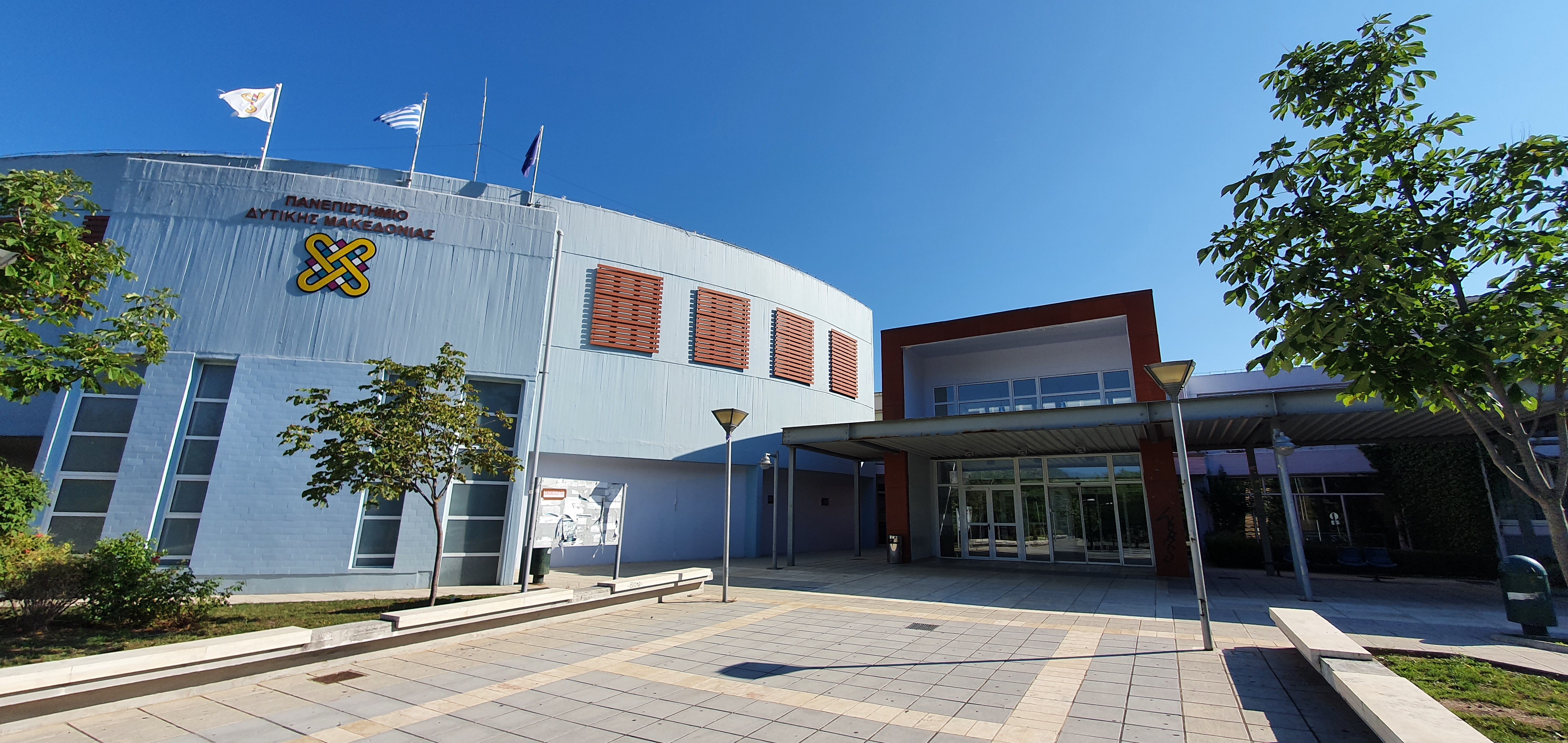
Universität Westmakedonien

Die Universität Westmakedonien (griechisch Πανεπιστήμιο Δυτικής Μακεδονίας) ist eine Universität in Griechenland. Sie wurde 2004 aus Fakultäten der Aristoteles-Universität Thessaloniki gegründet. Sie hat verschiedene Campus: In Kozani und in Florina.

## Geschichte
Der Beschluss, die Universität Westmakedonien zu gründen, erfolgte 2002 unter Premierminister Konstantinos Simitis; das entsprechende Gesetz wurde im April 2003 erlassen. Im Juni desselben Jahres wurden durch den Minister für Bildung, Forschung und religiöse Angelegenheiten, Petros Efthymiou, Mitglieder der Universitätsverwaltung eingesetzt.

## Studium
Die Universität Westmakedonien bietet Studiengänge in drei Fakultäten an, in den Ingenieurwissenschaften, den Bildungswissenschaften und den angewandten Künsten. Es ist sowohl ein Angebot für das grundständige als auch für ein Postgraduales Studium vorhanden.
Die Universität nimmt am Erasmus-Programm teil.